# Far Est
Far Est este o companie producătoare de ferestre din PVC din București.
Grupul Far East a fost înființat în anul 1991 și este format din companiile Far Est Import Export si  Far Est Windows ""Far Est: Vanzarile de termopane au scazut cu 25% in trimestrul 1, 11.05.2009, zf.ro, accesat la 22 februarie 2010</ref>.
Afacerea Far Est a fost pornită în anul 1991, de Cristian Zamfir și Valentin Bazavan, ca rețea de magazine electronice, similară cu rețelele Altex și Flanco.
În 1999, compania s-a reprofilat și a început afacerea cu tâmplărie PVC, iar ulterior s-a extins cu producție de mobilier la comandă, producție de geam termoizolant și distribuție de uși.
Ulterior, grupul a renunțat la producția de mobilă, concentrandu-se exclusiv pe producția de ferestre din PVC.
În decembrie 2007, Far Est deținea 24 de magazine, cu o suprafață medie de circa 80 de metri pătrați, dintre care 16 în București și restul în orașe din provincie.
Prima fereastră a fost fabricată în februarie 2000. În februarie 2020, compania a produs fereastra cu numărul 1.300.000.
Număr de angajați:
- 2019: 260[2]
- 2018: 230[1]

Cifra de afaceri în 2019: 13 milioane euro